# 却藏·罗桑丹贝旺秀
却藏·罗桑丹贝旺秀（藏語：བལོ་བཟང་བསྟན་པའི་དབང་ཕྱུག，威利转写：blo bzang bstan pa'i dbang phyug；1913年7月1日—2000年9月）藏族，生于今青海省互助土族自治县南门峡镇，第六世（不计追认）却藏活佛。

## 生平
他曾多年担任却藏寺、塔尔寺、夏琼寺、佑宁寺、广惠寺的法台。1954年，在西藏获得拉然巴格西学位。他曾担任中国佛教协会理事，青海省政协常委、青海省佛教协会副会长等职务。
他曾经在各地举办过十次灌顶法会，最后一次是1998年8月在山西五台山圆照寺举办。
他除了接受过佛学教育，也学习掌握了藏医理论。中共十一届三中全会以后，却藏活佛在塔尔寺曼巴扎仓修建昂欠，主持医明院的活动。他圆寂后，曼巴扎仓的教众还参加了全部送葬仪式。
2000年9月，却藏活佛圆寂。2000年10月25日，30多位喇嘛在他的灵座前彻夜念诵祈祷文。2000年10月26日起，其遗体在塔尔寺火化，整个火化历时7天，中国藏语系高级佛学院副院长却西活佛从北京赶来主持火化，从北京、山西、广东、青海境内赶来的100多位僧俗人士参加了火化仪式。僧众和信众还为他举行80多场点千灯活动。